# Стефан Алабаков
Стефан Тасев Алабаков, известен като Ходжата или Оджата, е български революционер, стружки войвода на Вътрешната македоно-одринска революционна организация и на Вътрешната македонска революционна организация.

## Биография

### Във ВМОРО
Алабаков е роден в 1876 година или в 1878 година в град Струга. Скитал по чужбина, след което се връща и става член на ВМОРО. Става организатор на селските комитети на организацията. В 1903 година е четник в четата на войводата Славчо Ковачев в Щипско и участва в сражението при планината Плавица. В 1904 година влиза като четник в Охридско през Сърбия заедно с Георги Лабунишки. В 1905 година с четата четата на Иван Алабаков и поручик Костадинов взима участие в похода против сърбоманските села във Велешко и Поречието. След това в 1906 година е в четата на Пешо Паша в Кичевско. В същата година се прехвърлих в четата на Георги Сугарев и по-късно – в четата на Петър Чаулев в Охридско, с която действа до Младотурската революция в 1908 година. След изпаряването на Хуриета, в 1910 година отново става нелегален и в следните две години е четник в Кичевско и Охридско. Като войвода на едно отделение пренася взривни материали за Битолския революционен окръг.
При избухването на Балканската война в 1912 година е изпратен от Чаулев за войвода в Кичевско. След Междусъюзническата война участва в Охридско-Дебърското въстание срещу новите сръбски окупатори, а в 1915 година и във Валандовската акция.
Известен е с разбойническите си похождения и злоупотреба с пари и още през 1912 година е издадена присъда от Битолския комитет за неговото премахване, по повече от 10 точки престъпни деяния. Не е изпълнена поради назрялото военно положение и наближаващата мобилизация, като Милан Матов отчита и своя вина неизпълнението. През следващите години Ходжата продължава по същия начин и населението се оплаква директно на Тодор Александров и Протогеров. При събрани доказателства от военен следовател той е арестуван заедно с Милан Гюрлуков. По думите на Протогеров „и двамата са големо петно за Организацията и за околиите, където са работили. И двамата ще бъдат застреляни и никой не може да ги спаси от това, даже и Господ“. По-късно обаче са освободени, обяснението на Протогеров пред Милан Матов е, че Тодор Александров ги е иззел от военното правосъдие, имайки достъп до Главната квартира и Двореца.

### Във ВМРО
| Охридска чета на Стефан Ходжата Алабак, 22 август 1915 година | Охридска чета на Стефан Ходжата Алабак, 22 август 1915 година | Охридска чета на Стефан Ходжата Алабак, 22 август 1915 година | Охридска чета на Стефан Ходжата Алабак, 22 август 1915 година | Охридска чета на Стефан Ходжата Алабак, 22 август 1915 година |
| Номер                                                         | Име                                                           | Селище                                                        | Околия                                                        | Забележка                                                     |
| ------------------------------------------------------------- | ------------------------------------------------------------- | ------------------------------------------------------------- | ------------------------------------------------------------- | ------------------------------------------------------------- |
| 1.                                                            | Стефан Алабаков                                               | Струга                                                        | Стружко                                                       |                                                               |
| 2.                                                            | Мицко Танасов                                                 | Слатино                                                       | Порече                                                        |                                                               |
| 3.                                                            | Стефан Новев                                                  | Лесково                                                       | Демирхисарско                                                 |                                                               |
| 4.                                                            | Илия Стойчев                                                  | Брезово                                                       | Демирхисарско                                                 |                                                               |
| 5.                                                            | Димко Савев                                                   | Мраморец                                                      | Охридско                                                      |                                                               |
| 6.                                                            | Цветан Несторов                                               | Козица                                                        | Кичевско                                                      |                                                               |
| 7.                                                            | Климент Трайчев                                               | Охрид                                                         | Охридско                                                      |                                                               |
| 8.                                                            | Георги Кочов                                                  | Струга                                                        | Стружко                                                       |                                                               |
| 9.                                                            | Никола Кръстев                                                | Панагюрище                                                    | Панагюрско                                                    |                                                               |
| 10.                                                           | Трайчо Петров                                                 | Джван                                                         | Битолско                                                      |                                                               |

След Първата световна война в 1925 година е началник на Стружка околия на ВМОРО с 20 души чета. През пролетта на 1925 година навлиза във Вардарска Македония заедно със Силко Цветков, Александър Протогеров и Мишо Шкартов, но не успяват да преминат река Вардар и се връщат в България.
На 13 февруари 1943 година, като жител на село Ганчево, Провадийско, подава молба за българска народна пенсия, която е одобрена и пенсията е отпусната от Министерския съвет на Царство България.
Умира в 1960 година във Варна, където е погребан в Централните градски гробища.